# Anzili
Anzili oder Enzili ist eine hethitische Göttin, die in Tamita und Zapišḫuna verehrt wurde. Sie wird auch mit dem Akkadogramm IŠTAR oder zusammengesetzt als IŠTAR-li geschrieben.
Die Göttin Anzili gilt in Ḫurma als Konkubine des Wettergottes von Zippalanda. Ansonsten ist sie auch die Konkubine des Wettergottes von Šarišša. In Kuliwišna wurde sie gemeinsam mit dem dortigen Wettergott und dem KAL-Schutzgott verehrt.
Anzili tritt gemeinsam mit der Göttin Zukki in Geburtshilferitualen auf. Anzili und Zukki gehören wie viele weitere hethitische Gottheiten (Telipinu, die Sonnengöttin von Arinna, Inar, die kurša-Jagdtasche, Ḫannaḫanna, die Gulšeš und verschiedene Wettergötter wie der Wettergott von Kuliwišna) zu den Gottheiten, deren zeitweiliges Verschwinden in Mythen beklagt wird. Dieses Verschwinden der Gottheit steht mit deren Erzürnung im Zusammenhang, und die Gottheit muss besänftigt werden, um ihre Rückkehr zu erwirken. So ist es auch mit Anzili und Zukki. In ihrem Zorn, der dem Verschwinden vorangeht, ziehen die beiden Göttinnen ihre Schuhe so an, dass der linke Schuh am rechten Fuß und der rechte Schuh am linken Fuß sitzt. Außerdem ziehen sie ihre Kleider verkehrt herum an, sodass sich die Gewandnadeln auf dem Rücken befinden. Dann entfernen sich die beiden übereilt von den Menschen. Die verkehrt angezogenen Kleider können als Vorzeichen der durch das Verschwinden der Göttinnen gestörten Ordnung des Kosmos angesehen werden.